# Lamar Johnson
Lamar Johnson (Toronto, ...) è un attore canadese conosciuto per i suoi ruoli di West nelle serie The Next Step, di Steven Carter nel film del 2018 Il coraggio della verità - The Hate U Give, e di Henry Burrell nella serie The Last of Us.
Nel 2023 ha vinto un Canadian Screen Awards per il suo ruolo da protagonista nel film Brother.

## Filmografia parziale

### Cinema
- Home Again, regia di Sudz Sutherland (2012)
- Kings, regia di Deniz Gamze Ergüven (2017)
- Il coraggio della verità - The Hate U Give (The Hate U Give), regia di George Tillman Jr. (2018)
- X-Men: Dark Phoenix (Dark Phoenix), regia di Simon Kinberg (2019)
- Run Sweetheart Run, regia di Shana Feste (2020)
- Raccontami di un giorno perfetto (All the Bright Places), regia di Brett Haley (2020)
- Brother, regia di Clement Virgo (2022)
- Manodrome, regia di John Trengove (2023)

### Televisione
- Covert Affairs – serie TV, un episodio (2011)
- Degrassi: The Next Generation – serie TV, un episodio (2012)
- Il socio (The Firm) – serie TV, un episodio (2012)
- Rookie Blue – serie TV, un episodio (2012)
- The Next Step – serie TV, 118 episodi (2013-2022)
- Saving Hope – serie TV, un episodio (2014)
- Mary Kills People – serie TV, un episodio (2017)
- Your Honor – serie TV, 5 episodi (2020-2021)
- The Last of Us – serie TV, 3 episodi (2023)

## Riconoscimenti
- Canadian Screen Awards
  - Miglior attore protagonista per Brother
- Primetime Emmy Award
  - Candidatura al miglior attore ospite in una serie drammatica per The Last of Us[4]

## Doppiatori italiani
Nelle versioni in italiano delle opere in cui ha recitato, Lamar Johnson è stato doppiato da:
- Massimo Di Benedetto in The Next Step
- Mirko Cannella ne Il coraggio della verità - The Hate U Give
- Federico Bebi in Your Honor
- Davide Albano in The Last of Us